# Бирбаум-ам-Ауэрсбах
Бирбаум-на-Ауэрсбахе (нем. Bierbaum am Auersbach) — коммуна (нем. Gemeinde) в Австрии, в федеральной земле Штирия. 
Входит в состав округа Радкерсбург.  Население составляет 478 человек (на 31 декабря 2005 года). Занимает площадь 5,18 км². Официальный код  —  61501.

## Политическая ситуация
Бургомистр коммуны — Антон Плодер (АНП) по результатам выборов 2005 года.
Совет представителей коммуны (нем. Gemeinderat) состоит из 9 мест.
- АНП занимает 7 мест.
- СДПА занимает 2 места.